# تری‌فلوئورومتان‌سولفونات نقره
تری‌فلوئورومتان‌سولفونات نقره (به انگلیسی: Silver trifluoromethanesulfonate) با فرمول شیمیایی CAgF۳O۳S یک ترکیب شیمیایی با شناسه پاب‌کم ۷۶۲۲۳ است. که جرم مولی آن 256.937 g/mol می‌باشد. 